# Red Velvet
Red Velvet (Koreaans: 레드벨벳) is een Zuid-Koreaanse meidengroep, opgericht door SM Entertainment. De groep debuteerde op 1 augustus 2014 met het nummer "Happiness". De groep bestaat uit Irene, Joy, Yeri, Wendy en Seulgi. Sinds maart 2015 is er een vijfde lid bij gekomen, Yeri.
De groep maakte zijn debuut in Japan in juli 2018 met #Cookie Jar en heeft drieëntwintig singles uitgebracht, twee promotie-singles, twaalf ep's, twee studioalbums, een "compilation album" en een "repackage album".

## Leden
| Foto | Artiestennaam | Geboortenaam             | Geboortedatum    |
| ---- | ------------- | ------------------------ | ---------------- |
|      | Irene         | Bae Ju-hyeon             | 29 maart 1991    |
|      | Seulgi        | Kang Seul-gi             | 10 februari 1994 |
|      | Wendy         | Wendy Son, Son Seung-wan | 21 februari 1994 |
|      | Joy           | Park Su-yeong            | 3 september 1996 |
|      | Yeri          | Kim Ye-rim               | 5 maart 1999     |

## Discografie
Singles
- 2014: "Happiness"
- 2014: "Be Natural"
- 2015: "Automatic"
- 2015: "Ice Cream Cake"
- 2015: "Dumb Dumb"
- 2015: "Wish Tree"
- 2016: "7월 7일 (One of These Nights)"
- 2016: "Russian Roulette"
- 2017: "Rookie"
- 2017: "Would U"
- 2017: "Red Flavor (빨간 맛)"
- 2017: "Rebirth"
- 2017: "Peek-a-Boo"
- 2018: "Bad Boy"
- 2018: "#Cookie Jar"
- 2018: "Power Up"
- 2018: "RBB (Really Bad Boy)"
- 2019: "Sappy"
- 2019: "Sayonara"
- 2019: "Zimzalabim"
- 2019: "Umpah Umpah"
- 2019: "Psycho"
- 2021: "Queendom

Promotiesingles
- 2019: "Close to Me"
- 2020: "Milky Way"

Ep's
- 2015: "Ice Cream Cake"
- 2016: "The Velvet"
- 2017: "Russian Roulette"
- 2017: "Rookie"
- 2017: "The Red Summer"
- 2018: "#Cookie Jar"
- 2018: "Summer Magic"
- 2018: "RBB"
- 2019: "Sappy"
- 2019: "The ReVe Festival: Day 1"
- 2019: "The ReVe Festival: Day 2"
- 2021: "Queendom"

Albums
- 2015: The Red (studioalbum)
- 2017: Perfect Velvet (studioalbum)
- 2018: The Perfect Red Velvet (repackage album)
- 2019: The ReVe Festival: Finale (compilatiealbum)